# Digiuno di san Carlo Borromeo
Il Digiuno di san Carlo Borromeo è un dipinto ad olio su tela realizzato da Daniele Crespi e situato nella chiesa di Santa Maria della Passione di Milano.

## Storia e descrizione
Il quadro fu realizzato tra il 1628 e il 1629 in un clima da un lato pervaso dai nuovi dettami della Controriforma cattolica, dall'altro caratterizzato un diffuso programma iconografico nei confronti del cardinale san Carlo Borromeo promosso dal cugino Federico Borromeo.
Il santo è rappresentato di profilo in veste cardinalizia mentre si nutre a pane ed acqua mentre legge un libro su un tavolo piuttosto scarno. Di fronte ad esso vi sono il berretto da cardinale e un crocifisso, mentre sul retro della scena sono presenti due personaggi vestiti alla spagnola che osservano la scena, testimoni del suo digiuno. L'ambientazione, ad eccezione del santo, è molto cupa, a testimonianza del momento di raccoglimento e misticità del santo. Il quadro, tra i pochi esempi di rappresentazione del santo distanti dall'iconografia quasi epica con cui veniva solitamente rappresentato, è considerato uno dei migliori lavori del pittore lombardo.
La scritta latina intagliata sul bordo della tavola è stata decifrata nel modo seguente:
(Danilo Zardin, Carlo Borromeo e la cultura religiosa della Controriforma, 2009.)
Letture e meditazioni del Verbo di Dio erano per il cardinale un nutrimento spirituale dell'anima, che sostituiva quello del corpo con il digiuno e la penitenza. Carlo Borromeo era condividere con i poveri il pasto non consumato, in virtù ed in ossequio del precetto dell' agape cristiana.

Qui è rappresentato nella solitudine degli esercizi spirituali quotidiani, che <<assorbivano ogni attimo del suo tempo libero, contendendo lo spazio lasciato a un riposo ridotto ai minimi termini>>.
Mons. Francisco Penia, decano della Sacra Rota romana, scrisse una delle prime biografie di Carlo Borromeo, basata sugli atti del processo di canonizzazione, che nel 1610 si concluse con la proclamazione di santità da parte di papa Paolo V. 

L'opera riferisce contestualmente dell'astinenza e dell' "asprezza di vita" scelte dal cardinale, che era solito leggere e meditare la Sacra Scrittura in ginocchio durante i suoi brevi pasti frugali, e preparare i sermoni che ogni ora pronunciava nel Duomo davanti ad un vasto pubblico di uditori in occasione delle Quarantore:
(Francisco Peña, Relazione sommaria della vita, santità, miracoli, e atti dalla canonizzazione di S. Carlo Borromeo, 1610)
Allo stesso anno di pubblicazione risalgono una serie di dipinti rappresentativi dei miracoli attribuiti all'Arcivescovo di Milano, conformi a un nuovo canone iconografico probabilmente da lui stesso programmato e proposto al tempo della Peste di San Carlo.